# Yongqiao
Yongqiao är ett stadsdistrikt och säte för stadsfullmäktige i Suzhous stad på prefekturnivå  i provinsen Anhui i östra Kina. Det ligger omkring 210 kilometer norr om provinshuvudstaden Hefei. 
Yongqiao är indelat i tolv stadsdelsdistrikt, 15 köpingar, nio socknar och en administrativ enhet på sockennivå.
Stadsdelsdistrikt (jiedao):

- Beiguan (北关街道)
- Bianhe (汴河街道)
- Chengdong (城东街道)
- Daodong (道东街道)
- Dongguan (东关街道)
- Jinhai (金海街道)
- Nanguan (南关街道)
- Sanba (三八街道)
- Sanliwan (三里湾街道)
- Tuohe (沱河街道)
- Xiguan (西关街道)
- Yongqiao (埇桥街道)

Köpingar (zhen):

- Caocun (曹村镇)
- Chulan (褚兰镇)
- Dadian (大店镇)
- Daying (大营镇)
- Dazexiang (大泽乡镇)
- Fuli (符离镇)
- Huigu (灰古镇)
- Jiagou (夹沟镇)
- Langan (栏杆镇)
- Luling (芦岭镇)
- Qixian (蕲县镇)
- Shicun (时村镇)
- Taoyuan (桃园镇)
- Yong'an (永安镇)
- Zhuxianzhuang (朱仙庄镇)

Socknar (xiang):

- Haogou (蒿沟乡)
- Jieji (解集乡)
- Miao'an (苗安乡)
- Shunhe (顺河乡)
- Taogou (桃沟乡)
- Xi'erpu (西二铺乡)
- Yangzhuang (杨庄乡)
- Yongzhen (永镇乡)
- Zhihe (支河乡)

Område på sockennivå:
- Jiagou Nongchang jordbruk (夹沟农场)